# Mark Muñoz
Mark Muñoz, född 9 februari 1978, är en amerikansk Mixed martial arts-utövare som tävlar som mellanviktare i organisationen Ultimate Fighting Championship (UFC). Muñoz har sin bakgrund inom brottning men började tävla i MMA 2007. Under MMA-karriären har han bland annat besegrat Kendall Grove, C.B. Dollaway och Demian Maia.

## Biografi

### Tidigt liv
Muñoz föddes den 9 februari 1978 i en amerikansk militärbas i Yokosuka i Japan. Bägge föräldrarna härstammar från Manila i Filippinerna vilket har gett honom hans smeknamn "The Filipino Wrecking Machine". När han var två år flyttade familjen till USA.
Muñoz spelade amerikansk fotboll i High School men tvingades sluta på grund av en skada, han satsade istället på brottningen som han börjat med som trettonåring. Han vann flera utmärkelser som brottare, 1995 och 1996 blev han delstatsmästare i 85-kilosklassen, 1996 vann han de amerikanska High School-mästerskapen. 1996 deltog han i junior-VM och slutade på femte plats.
Han fick erbjudanden från flera olika college men valde anrika Oklahoma State University där han brottades under fyra år. Han blev NCAA Division I-mästare både 2000 och 2001. Hans 121 segrar under tiden i college placerade honom på sjätte plats i skolans historia. Han tog en kandidatexamen i Health Science.

### MMA-karriär
Efter examen fortsatte han att arbeta som tränare för skolans brottarlag och kom där i kontakt med WEC-mästaren Urijah Faber. Faber fick honom att börja träna mixed martial arts ett par gånger i veckan. Han gick sin första professionella MMA-match i juli 2007, en match han vann via teknisk knockout, efter att ha tränat MMA i ungefär sex månader. Efter att ha vunnit sina tre första matcher i mindre organisationer fick han juni 2008 debutera i WEC. Det blev dock bara två matcher i organisationen (båda vinster) innan WEC valde att lägga ner sin mellanvikts- och lätt tungviktsdivision. Tillsammans med bland andra Brian Stann och Chael Sonnen skrev Muñoz då kontrakt med systerorganisationen Ultimate Fighting Championship.
Muñoz debuterade som obesegrad i UFC på UFC 96 den 7 mars 2009 då han mötte The Ultimate Fighter-alumnen Matt Hamill. Hamill var även han brottare vilket neutraliserade Muñoz styrka och matchen blev därför stående. Muñoz blev knockad av en spark fyra minuter in i första ronden och förlorade därmed sin första MMA-match. Efter förlusten valde Muñoz att sluta tävla som lätt tungviktare och gå ner till mellanviktsdivisionen. Han vann därefter tre raka matcher varav den sista mot The Ultimate Fighter-vinnaren Kendall Grove. I augusti 2010 förlorade han sin andra match efter ett delat domslut mot Yushin Okami. Efter vinster mot Aaron Simpson och C.B. Dollaway fick han sedan möta den förre titelutmanaren Demian Maia på UFC 131 den 11 juni 2011. Muñoz besegrade Maia på domslut efter att matchen gått samtliga tre ronder.
 Den 5 november 2011 mötte han Chris Leben i den fullsatta LG Arena i Bermingham, England. Muñoz besegrade Leben via TKO (teknisk knockout) mellan rond 1 och 2 då doktorn avbröt matchen eftersom Lebens skador var för stora för att kunna fortsätta. Efter matchen testade Leben positivt för olagliga substanser i kroppen och blev avstängd ett år.

## Tävlingsfacit
| Resultat | Facit | Motståndare    | Metod                  | Event                             | Datum             | Rond | Tid  | Plats                            | Noteringar         |  |
| Vinst    | 13–3  | Tim Boetsch    | Domslut(enhälligt)     | UFC 162: Silva vs Weidman         | 6 juli 2013       | 3    | 5:00 | Las Vegas, Nevada, USA           |                    |  |
| Förlust  | 12–3  | Chris Weidman  | KO (armbågar och slag) | UFC on Fuel TV: Munoz vs. Weidman | 11 juli 2012      | 2    | 1:37 | San Jose, California, USA        |                    |  |
| Seger    | 12–2  | Chris Leben    | TKO (Doktor Stopp)     | UFC 138: Leben vs. Muñoz          | 5 november 2011   | 2    | 5:00 | Birmingham, England              |                    |  |
| Seger    | 11–2  | Demian Maia    | Domslut (enhälligt)    | UFC 131: dos Santos vs. Carwin    | 11 juni 2011      | 3    | 5:00 | Vancouver, Kanada                |                    |  |
| Seger    | 10–2  | C.B. Dollaway  | TKO (slag)             | UFC Live: Sanchez vs. Kampmann    | 3 mars 2011       | 1    | 0:54 | Louisville, Kentucky, USA        |                    |  |
| Seger    | 9–2   | Aaron Simpson  | Domslut (enhälligt)    | UFC 123: Rampage vs. Machida      | 20 november 2010  | 3    | 5:00 | Auburn Hills, Michigan, USA      |                    |  |
| Förlust  | 8–2   | Yushin Okami   | Domslut (delat)        | UFC Live: Jones vs. Matyushenko   | 1 augusti 2010    | 3    | 5:00 | San Diego, Kalifornien, USA      |                    |  |
| Seger    | 8–1   | Kendall Grove  | TKO (slag)             | UFC 112: Invincible               | 10 april 2010     | 2    | 2:50 | Abu Dhabi, Förenade Arabemiraten | Fight of the Night |  |
| Seger    | 7–1   | Ryan Jensen    | Submission (slag)      | UFC 108: Evans vs. Silva          | 2 januari 2010    | 1    | 2:30 | Las Vegas, Nevada, USA           |                    |  |
| Seger    | 6–1   | Nick Catone    | Domslut (delat)        | UFC 102: Couture vs. Nogueira     | 29 augusti 2009   | 3    | 5:00 | Cincinnati, Ohio, USA            | Mellanviktsdebut   |  |
| Förlust  | 5–1   | Matt Hamill    | KO (spark)             | UFC 96: Jackson vs. Jardine       | 7 mars 2009       | 1    | 3:53 | Columbus, Ohio, USA              | UFC-debut          |  |
| Seger    | 5–0   | Ricardo Barros | TKO (slag)             | WEC 37: Torres vs. Tapia          | 3 december 2008   | 1    | 2:26 | Las Vegas, Nevada, USA           |                    |  |
| Seger    | 4–0   | Chuck Grigsby  | TKO (slag)             | WEC 34: Faber vs. Pulver          | 1 juni 2008       | 1    | 4:15 | Sacramento, Kalifornien, USA     |                    |  |
| Seger    | 3–0   | Tony Rubalcava | Domslut (enhälligt)    | PFC 4 – Project Complete          | 18 oktober 2007   | 3    | 5:00 | Lemoore, Kalifornien, USA        |                    |  |
| Seger    | 2–0   | Mike Pierce    | Domslut (enhälligt)    | GC 69 – Bad Intentions            | 22 september 2007 | 3    | 5:00 | Sacramento, Kalifornien, USA     |                    |  |
| Seger    | 1–0   | Austin Achorn  | TKO (slag)             | PFC 3 – Step Up                   | 19 juli 2007      | 1    | 1:25 | Lemoore, Kalifornien, USA        |                    |  |

### Webbkällor
- ”Mark Munoz MMA-record”. sherdog.com. http://www.sherdog.com/fighter/Mark-Munoz-22411. Läst 17 juni 2011.

### Fotnoter
1. 1 2 3 4  ”About Mark”. markmunozmma.com. http://www.markmunozmma.com/?page_id=39. Läst 17 juni 2011.
2. ↑  ”Mark Munoz”. wrestlinghalloffame.org. Arkiverad från originalet den 5 augusti 2010. https://web.archive.org/web/20100805053554/http://www.wrestlinghalloffame.org/wrestlers.php?wrestler=2483. Läst 17 juni 2011.
3. 1 2  ”WEC veteran Mark Munoz headed to the UFC in 2009”. mmajunkie.com. Arkiverad från originalet den 10 juli 2012. https://archive.is/20120710040948/http://mmajunkie.com/news/13423/wec-veteran-mark-munoz-headed-to-the-ufc.mma. Läst 17 juni 2011.
4. ↑  ”UFC 96 Live Play-by-Play”. sherdog.com. http://www.sherdog.com/news/news/UFC-96-Live-Play-by-Play-16462. Läst 17 juni 2011.
5. ↑  ”Mark Munoz drops to middleweight; will face Nick Catone at UFC 102”. fiveknuckles.com. Arkiverad från originalet den 1 december 2012. https://web.archive.org/web/20121201031852/http://www.fiveknuckles.com/mma-news/Mark-Munoz-drops-to-middleweight-will-face-Nick-Catone-at-UFC-102.html. Läst 17 juni 2011.
6. ↑  ”UFC 131 Results & Live Play-by-Play”. sherdog.com. http://www.sherdog.com/news/news/UFC-131-Results-amp-Live-Play-by-Play-32927. Läst 17 juni 2011.